# Franz Doelle
Franz Doelle (* 9. November 1883 in Mönchengladbach; † 15. März 1965 in Leverkusen) war ein deutscher Militärkapellmeister und Komponist.

## Leben
Nach seiner Ausbildung zum Militärkapellmeister und einem Tournee-Intermezzo mit einem eigenen Orchester ab 1907 war Franz Doelle ab 1918 zunächst als musikalischer Leiter und Hauskomponist an verschiedenen Berliner Theatern tätig, darunter dem Apollo-Theater, dem Metropol-Theater und der Komischen Oper an der Weidendammer Brücke.
Anfang der 1930er-Jahre nahm ihn die Ufa für den noch jungen Tonfilm als einzigen Komponisten unter Vertrag. Er dirigierte dort seine Werke mit dem Orchester der Ufa selbst. Viele seiner Titel wurden zu Evergreens. Seine (auch international) bekannteste Komposition ist der Slow-Fox Wenn der weiße Flieder wieder blüht (Text: Fritz Rotter, Erstinterpretin: Ruth Arden) aus dem Jahr 1928. Weitere bekannte Filmkompositionen sind die Titel An einem Tag im Frühling aus Viktor und Viktoria (1933), Liebe ist ein Geheimnis aus Die englische Heirat (1934), Heimat aus Petersburger Nächte. Walzer an der Newa (1935), Aus den Wolken kommt das Glück aus Amphitryon – Aus den Wolken kommt das Glück (1935) sowie Wie ein Wunder kam die Liebe aus Königswalzer (1935). 1937 komponierte er die Musik zum Film Der Unwiderstehliche für Anny Ondra und Hans Söhnker. Ein bekanntes Lied ist Ich habe im Mai von der Liebe geträumt. Doelle stand 1944 in der Gottbegnadeten-Liste des Reichsministeriums für Volksaufklärung und Propaganda.
Im Nachkriegsdeutschland erlebten Doelles Stücke durch Neuverfilmungen eine Renaissance (etwa Wenn der weiße Flieder wieder blüht von 1953 unter der Regie von Hans Deppe mit Willy Fritsch, Magda Schneider, Romy Schneider und Hertha Feiler in den Hauptrollen). Die Grabstätte Doelles befindet sich in Leverkusen auf dem Friedhof am Scherfenbrand.

## Filmografie (Auswahl)
- 1927: Ich habe im Mai von der Liebe geträumt  (nur Drehbuch)
- 1934: Einmal eine große Dame sein
- 1934: Pipin der Kurze
- 1934: Prinzessin Turandot
- 1935: Petersburger Nächte. Walzer an der Newa
- 1936: Donogoo Tonka
- 1937: Der Unwiderstehliche
- 1940: Ein Mann auf Abwegen
- 1943: Die Wirtin zum Weißen Rößl